# Tour de Lombardie 1915
La 11e édition de la course cycliste, le Tour de Lombardie a eu lieu le 7 novembre 1915 et a été remportée par l'Italien Gaetano Belloni. Du fait de la guerre, seuls les coureurs italiens ont participé à cette édition.

## Classement final
| \| 1. Gaetano Belloni \| Italie \| en \| 6 h 42 min 24 s \| \| 2. Paride Ferrari \| Italie \| \| 0 s \| \| 3. Gaetano Garavaglia \| Italie \| à \| 2 min 56 s \| \| 4. Romeo Poid \| Italie \| \| 2 min 56 s \| \| 5. Camillo Bertarelli \| Italie \| \| 2 min 56 s \| \| 6. Lauro Bordin \| Italie \| \| 7 min 58 s \| \| 7. Umberto Ripamonti \| Italie \| \| 7 min 58 s \| \| 8. Rinaldo Spinelli \| Italie \| \| 7 min 58 s \| \| 9. Alfredo Sivocci \| Italie \| \| 12 min 26 s \| \| 10. Giuseppe Contesini \| Italie \| \| 12 min 26 s \| |        |    |                 |
| 1. Gaetano Belloni | Italie | en | 6 h 42 min 24 s |
| 2. Paride Ferrari | Italie |    | 0 s             |
| 3. Gaetano Garavaglia | Italie | à  | 2 min 56 s      |
| 4. Romeo Poid | Italie |    | 2 min 56 s      |
| 5. Camillo Bertarelli | Italie |    | 2 min 56 s      |
| 6. Lauro Bordin | Italie |    | 7 min 58 s      |
| 7. Umberto Ripamonti | Italie |    | 7 min 58 s      |
| 8. Rinaldo Spinelli | Italie |    | 7 min 58 s      |
| 9. Alfredo Sivocci | Italie |    | 12 min 26 s     |
| 10. Giuseppe Contesini | Italie |    | 12 min 26 s     |